# Hungerberg (Naturschutzgebiet)
Hungerberg ist ein Naturschutzgebiet auf dem Gebiet der baden-württembergischen Stadt Ehingen im Alb-Donau-Kreis.

## Kenndaten
Das Gebiet wurde mit Verordnung des Regierungspräsidiums Tübingen vom 16. August 1993 als Naturschutzgebiet ausgewiesen und hat eine Größe von 12,5 Hektar. Es wird unter der Schutzgebietsnummer 4.225 geführt. Der CDDA-Code für das Naturschutzgebiet lautet 163829 und entspricht der WDPA-ID.

## Lage
Das Naturschutzgebiet Hungerberg liegt rund 800 Meter nordöstlich von Frankenhofen, einem Teilort von Ehingen. Eine Verwerfung des Lautergrabens bildete am Hungerberg eine markante Geländestufe aus, entlang der sich ein Heidestreifen mit Neigung nach Ost-Süd-Ost hinzieht. Hecken, Gebüsche und einige mächtige Weidebuchen kennzeichnen das Gebiet als ehemalige Schafweide.
Das Gebiet liegt im Naturraum 095-Mittlere Flächenalb innerhalb der naturräumlichen Haupteinheit 09-Schwäbische Alb. Gemeinsam mit dem rund 1200 Meter weiter westlich gelegenen Naturschutzgebiet „Heuhofer Weg“ dient das Gebiet der Sicherung der Landschaft am Hungerberg.

## Schutzzweck
Wesentlicher Schutzzweck ist laut Schutzgebietsverordnung die Erhaltung
- einer ehemaligen Schafweide der Schwäbischen Alb mit ihren extensiv genutzten Flächen als Rückzugsgebiet für zahlreiche Pflanzen‑ und Tierarten, die in der intensiv landwirtschaftlich genutzten Landschaft keinen Lebensraum mehr finden,
- der landschaftsprägenden Schönheit und Eigenart des Gebietes als Relikt früherer Wirtschaftsweise,
- eines Erholungsraumes mit hohem Erlebniswert.

Insbesondere schützenswert sind die Enzian‑Kammschmielengesellschaft der ehemals beweideten Kalkmagerrasen, die Magerwiesen mit ihrem reichhaltigen Bestand an Orchideen und Schmetterlingsblütlern, die eingesprengte Trockenrasen‑ und Halbtrockenrasenvegetation, die Hecken und Gebüsche der Schlehen‑Heckenrosen‑Gesellschaft mit den typischen Pflanzen der Saumgesellschaften sowie die Laubbaumbestände als Brut‑ und Nahrungsraum für zahlreiche Vogelarten und die durch das artenreiche Vegetationsmosaik bedingte reichhaltige Insektenfauna, darunter zahlreiche Schmetterlings‑ und Heuschreckenarten.